# قانون حداقل دستمزد
قانون حداقل دستمزد (به انگلیسی: Minimum wage law) قانونی است که کارفرمایان را از استخدام کارمندان یا کارگران دستمزد کمتر از حداقل  ساعتی، روزانه یا ماهانه منع می‌کند. بیش از ۹۰٪ از کل کشورها دارای نوعی قانون حداقل دستمزد هستند. این قانون در مقاوله نامه ۱۳۱ درج شده، طبق معادات دفتر بین‌المللی کار در سال ۱۹۷۰ مصوب شده است.

## مفهوم
حداقل دستمزد از سوی سازمان بین‌المللی کار بدین گونه می‌باشد: «حداقل دستمزد مبلغی است که در ازای انجام خدمت یا کار در مدت معین به کارگر پرداخت می‌شود و هیچ فرد و قرارداد جمعی نمی‌تواند آن را کاهش دهد و پرداخت آن به وسیله قانون تضمین شده‌است و کفاف معاش کارگر و خانواده‌اش را با توجه به شرایط اقتصادی آن کشور می‌دهد.» این بدین معناست که میزان حداقل دستمزد به عواملی مثل بهره‌وری نیروی کار، قدرت چانه‌زنی اتحادیه‌ها و اصناف، میزان تقاضا و مذاکرات دسته جمعی تنها به شرایط معیشتی کارگر است. همین‌طور باید توجه داشت که در رعایت شرایط معشیتی جنبه‌های اجتماعی و اخلاقی مورد توجه است و تمرکز اهداف اجتماعی دولت بر حفظ و ارتقای رفاه کارگران است.
عناصری که در تعیین سطح حداقل دستمزدها مورد توجه قرار می‌گیرد، حتی‌الامکان مناسب با رویکردهای ملی است شامل:
الف) نیازهای کارگران و خانواده‌های آنها با در نظر گرفتن سطح عمومی دستمزدها در کشور، هزینه زندگی، مزایای تأمین اجتماعی و استانداردهای زندگی نسبی سایر گروه‌های اجتماعی
ب) عوامل اقتصادی، از جمله الزامات توسعه اقتصادی، میزان بهره‌وری و مطلوبیت در دستیابی و حفظ سطح اشتغال

## تاریخچه
تا همین اواخر ، قوانین حداقل دستمزد معمولاً بسیار جدی دنبال می‌شدند. به عنوان مثال درایالات متحده و انگلیس، فقط بر زنان و کودکان اعمال می شدند. تنها پس از رکود بزرگ، در بخش اقتصاد صنعتی بر روی نیروی کار عمومی اعمال شد  حتی در آن زمان، قوانین اغلب مخصوص صنایع خاص بودند. به عنوان مثال ، در فرانسه ، قانون های موجود محصور در اتحادیه‌های کارگری بود. در ایالات متحده محدودیت‌های مربوط به دستمزد خاص در صنعت، غیرقانونی به نظر می‌رسید. قانون استاندارد کار عادلانه کشور در سال ۱۹۳۸، حداقل دستمزد یکنواخت ملی را برای کارگران غیررسی و بدون نظارت ایجاد کرد. بعداً نیروهای کار تحت پوشش قرار گرفتند.
- در سال ۱۸۹۴، نیوزلند با چندین  هیئت داوری توافقات صنعتی و عملکرد قانونی راتأسیس کرد.
- در سال ۱۸۹۶، استرالیا هیئت‌های مشابهی را تأسیس کرد.
- در سال ۱۹۰۹ قانون هیئت‌های تجاری در انگلستان به تصویب رسید.
- در سال ۱۹۱۲ ایالت ماساچوست، ایالات متحده، حداقل دستمزدها را برای زنان و کودکان تعیین کرد.
- در ایالات متحده، حداقل دستمزدهای قانونی برای اولین بار در سال ۱۹۳۸ در سطح ملی تصویب شد.[۶]

## چه کسانی می‌توانندحداقل دستمزدرا تعیین کنند؟
سازوکارهای اساسی در تعیین  حداقل دستمزد

۱) به‌صورت قانونی و توسط دولت
۲)به‌صورت توافق‌های بین اتحادیه‌های کارگری و کارفرمایی
۳)توافقات جمعی و سه جانبه گرایی
دولت‌ها باید در تعیین حداقل دستمزدهای مصوب قانونی، مشاوره همه‌جانبه را تضمین کند و در تشکیل و اجرای سیستمی حداقل دستمزد مشارکت مستقیم و دوجانبه‌ای رانیز بین طرفین شغلی و کاری تدوین کند. متداول‌ترین روش در سیستم‌های قانونگذاری برای تضمین مشورت و مشارکت طرفین کاری از طریق موسسه‌هایی مثل کمیسیون های سه جانبه تعیین‌کننده دستمزد، هیأت‌های تعیین‌کننده آن و یا سایر نهادهای دارای صلاحیت عمومی برای تأمین منافع اقتصادی و اجتماعی است.

## چه کسانی می‌توانندحداقل دستمزدرا دریافت کنند؟
سازمان جهانی کار می‌نویسد: «قانون حداقل دستمزد علی‌رغم توافقات قرارداد شده بین کارگر و کارفرما باید به منظور بیشترین بهره‌وری و کارآیی در یک رابطه کاری، توانایی حمایت یکسان و برابر از همه کارگران از جمله زنان، جوانان و کارگران مهاجر را داشته باشد.»
مشاغلی که  بطور معمول از سیستم‌های حداقل دستمزد حذف می‌شود عبارتند از :مشاغل خانگی یا کشاورزی، کارگران دارای معلولیت، کارورزان، کارآموزان و غیره ... اما واجدین شرایط دریافت حداقل دستمزد:
گروه اول:مشاغل خانگی
گروه دوم: کارگران با مشاغل غیر استاندارد
گروه سوم: مشاغل غیر رسمی
گروه چهارم: مشاغل دولتی

## حداقل دستمزد در ایران
براساس ماده ۴۱ و ۴۲ قانون کار، شورای عالی کار موظف به تعیین حداقل مزد برای نقاط مختلف کشور و صنایع براساس درصد تورمی که بانک مرکزی در همان سال اعلام می‌کند، می‌باشد و میزان آن باید بدون توجه به مشخصات روحی و جسمی کارگران و ویژگی‌های کار محول شده، معاش یک خانواده را تأمین کند. حداقل مزد باید بصورت نقدی پرداخت شود و پرداخت‌های غیر نقدی به عنوان مازاد بر حداقل تلقی می‌شود.
باوجود آنکه در ایران یک نوع حداقل مزد تعیین می‌گردد اما برای کارگاه‌های با بیش از پنجاه نفر کارگر طرح طبقه‌بندی مشاغل وجود دارد و کارگران دارای جدول مزدی می‌باشند و باید توجه داشت نرخ‌های این جدول از میزان سالانهٔ حداقل دستمزد بالاتر است.

## اثرات قانون حداقل دستمزد
همان‌طور که اشتغال مورد بحث ترین موضوع در بررسی اثربخشی حداقل دستمزد است نمی‌توان از تأثیر میزان حداقل دستمزد بر ساعات کارو تعداد کارمندان چشم پوشی کرد.درست همانطورکه بلمن و ولفسان بیان کرده‌اند «اساس حمایت از حداقل دستمزد بر تأثیر آن در بهبود زندگی کسانی است که بیشترین آسیب پذیری را در بازار کار دارند. اگر حداقل دستمزد منجر شود افراد زیادی کار خود را ازدست بدهند، سؤالات جدی در مورد به مزایا و هزینه‌های مرتبط با آن پیش می‌آید».